# Stellagama stellio
Lo stellione (Stellagama stellio (Linnaeus, 1758)), è un sauro appartenente alla famiglia degli Agamidi, diffuso nell'Asia sudoccidentale, in Africa nordorientale e in Europa nelle zone più orientali della Grecia. È l'unica specie nota del genere Stellagama.

## Descrizione

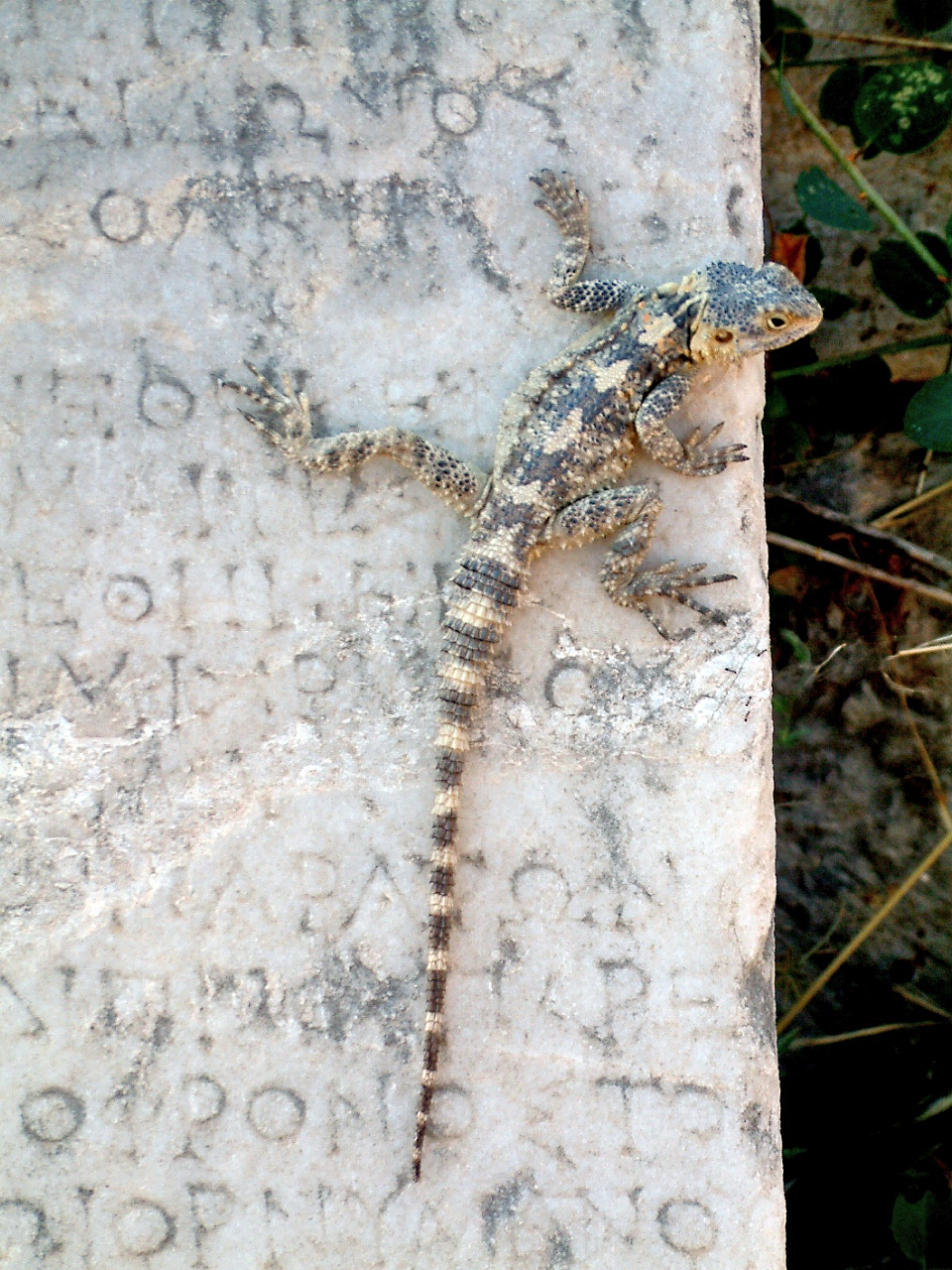
Uno stellione su un'iscrizione al Tempio di Apollo di Didim,Turchia

Lunga fino a 30 cm,  questa lucertola  ha una lunga coda munita di brevi spine, che raggiunge anche i 17 centimetri. Per lo più gli esemplari sono di colore marrone giallastro o grigio, con squame carenate in maniera disomogenea nella parte superiore del corpo. Nelle parti inferiori, invece, le squame sono embricate. Il maschio dello stellione ha sulla gola un reticolo di macchie nero-azzurre. Se si espone al sole scurisce fino a diventare quasi nero.
Le zampe sono agili e robuste, e contano 5 dita - munite di robusti artigli - ognuna.

## Biologia
Gli stellioni sono diffusi in zone rocciose dove, in caso di necessità, possono nascondersi fra le pietre, sotto i sassi o nelle crepe delle case abbandonate. Lo stellione ha abitudini diurne e si espone a lungo al sole per termoregolarsi.
Caratteristica è la sua abitudine di muovere la testa in su e in giù.
Lo si può vedere arrampicarsi agilmente sui muri, sulle pendici rocciose e negli oliveti. Mangia soprattutto insetti ma non disdegna la polpa tenera dei frutti, i fiori ed alcune erbe prative. Vive in gruppetti, ognuno dei quali possiede un proprio territorio di caccia. La femmina depone da sei a otto uova.

## Distribuzione e habitat
È diffuso intorno al mediterraneo orientale.
Vive in Grecia nelle isole più orientali, Turchia, Siria, Libano, Egitto, Iraq, Arabia Saudita, Cipro, Giordania ed Israele. Nella Penisola arabica era anticamente catturato a scopo di alimentazione.
Vivono in zone di macchia mediterranea e zone rocciose ed aride, zone semi-urbane e aree rurali.

## Tassonomia
Sono note le seguenti sottospecie:
- Stellagama stellio brachydactyla (Haas, 1951)
- Stellagama stellio cypriaca (Daan, 1967)
- Stellagama stellio daani (Beutler & Frör, 1980)
- Stellagama stellio picea (Parker, 1935)
- Stellagama stellio salehi Werner, 2006
- Stellagama stellio stellio (Linnaeus, 1758)
- Stellagama stellio vulgaris (Sonnini & Latreille, 1802)

## Mitologia
Narra Ovidio nelle Metamorfosi (libro V, 448-461) che Cerere, mentre vagava in cerca della figlia Proserpina rapita da Plutone, si fermò e chiese ristoro ad una vecchia che le offrì cereali e vino.
La Dea fu derisa da un fanciullo che la vide mangiare quel pasto in modo ingordo, sentendosi oltraggiata lanciò vino e zuppa in volto al giovane che si tramutò in stellione portandone per sempre i segni ed i colori.